# Gobernadores
Gobernadores är en ort i Mexiko.   Den ligger i kommunen Comalcalco och delstaten Tabasco, i den sydöstra delen av landet, 600 km öster om huvudstaden Mexico City. Gobernadores ligger 7 meter över havet och antalet invånare är 1 630.
Terrängen runt Gobernadores är mycket platt. Runt Gobernadores är det ganska tätbefolkat, med 160 invånare per kvadratkilometer. Närmaste större samhälle är Comalcalco, 4,5 km väster om Gobernadores. Trakten runt Gobernadores består till största delen av jordbruksmark.